# Sula Mazurega
Sueli Aparecida Mazurega, mais conhecida como Sula Mazurega (São Paulo, 26 de fevereiro de 1963), é uma cantora e compositora brasileira.

## Biografia
Começou a cantar com cinco anos de idade acompanhando o pai, Renato, que fazia dupla com a cantora Sueli, apresentando-se em Minas Gerais.

## Dados Artísticos
Aos nove anos de idade apresentou-se no programa "Show de viola", apresentado por Carlos Aguiar na TV Gazeta. Em 1979 e 1983 gravou dois discos independentes com o pai Renato Mazurega. Até esse momento, acompanhou a dupla Renato e Sueli, passando a apresentar-se como cantora solo por incentivo da dupla Milionário e José Rico. Nesse mesmo ano, gravou o primeiro disco com o apoio da dupla Milionário e José Rico. Este último, inclusive, cantou em uma das faixas. Estourou nas paradas de sucesso em 1988, com a música "Quero Ver Aquele Que Não Chora". Sem a preocupação de se prender a um determinado estilo, canta principalmente sertanejo, mas também lambadas, tangos, boleros e rancheiras. No início dos anos 90, fez sucesso com "Uma Lágrima" e "Fale Comigo". Em 1991 gravou LP na Chantecler, interpretando rancheiras, lambada, rasqueado e bolero, com destaque para a música "Pássaro Livre", que fez parte da trilha sonora da novela Top Model, da Tv Globo. Em 1992, gravou seu terceiro disco, com composições de Jeferson Farias, Carlos Randall e Tivas, tendo como destaque a música "Este mistério", de Chitãozinho.

## Discografia
(1992) Sula Mazurega • LP
(1991) Sula Mazurega • Chantecler • LP
(1990) Sula Mazurega • LP
(1983) Sula Mazurega • LP